# Breaking Point
„Breaking Point“ je píseň americké R&B zpěvačky Keri Hilson. Píseň se nachází na jejím druhém studiovém albu No Boys Allowed. Produkce se ujal producent Timbaland. Keri Hilson tuto píseň napsala společně s Attitudem.

## Hitparáda
| Žebříček              | Příčka |
| --------------------- | ------ |
| USA R&B/Hip Hop Songs | 44     |